# Amphineurus (Nothormosia) edentulus
Amphineurus (Nothormosia) edentulus is een tweevleugelige uit de familie steltmuggen (Limoniidae). De soort komt voor in het Australaziatisch gebied.